# Памятник Джузеппе Гарибальди (Специя)
Памятник Джузеппе Гарибальди (итал. Monumento equestre a Giuseppe Garibaldi) — крупный бронзовый монумент национальному герою борьбы за объединение Италии в городе Специя в Лигурии.

## История

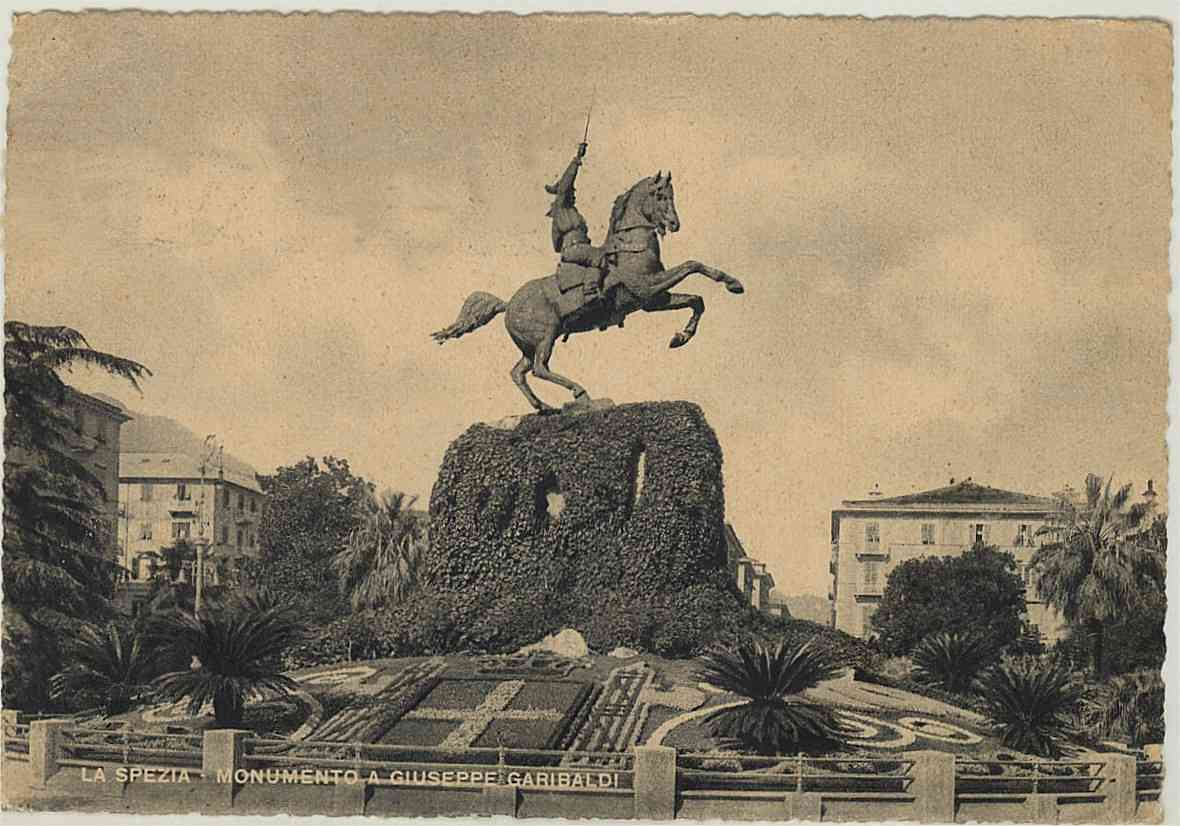
Памятник на фотографии 1942 года

Ещё в 1882 году власти Специи планировали установить памятник Джузеппе Гарибальди в память о его заслугах, а также в связи с тем, что он неоднократно бывал в городе. Герой Рисорджименто действительно бывал в Специи как минимум трижды. В первый раз 1849 году после драматических событий, связанных с созданием и крушением Римской республики. Во второй раз Гарибальди был здесь в 1862 году после ранения в сражении при Аспромонте. А третий — в 1867 году после битвы при Ментане.
В 1880-е годы конкурса городские власти провели конкурс. Большинство проектов подготовили итальянские скульпторы. В итоге жюри выбрало эскиз, предложенный Антонио Гарелла. Как ни странно, но более острые дискуссии вызвал выбор места для установки монумента. После долгих споров власти выбрали сквер в старом центре города. Пришлось вырубить имевшиеся на этом мечте апельсиновые деревья. Затем был установлен мощный монумент. Камень для него доставили из Ромито.
Работы по изготовлению и отливке статуи заняли несколько лет. Наконец 1 июня 1913 года состоялось торжественное открытие монумента. На торжества прибыли в числе прочих и ветераны из знаменитых отрядов краснорубашечников Гарибальди. Праздничные мероприятия продолжались в течение трех дней. Помимо концертов в честь открытия монумента прошли соревнования по гребле и велогонками.

## Описание
Бронзовый памятник весит 6 тонн. Это одна из немногих конных статуй, которая имеет всего две точки опоры.
В 2008 году была проведена реставрация монумента.